# União das Freguesias de Cepães e Fareja
Die União das Freguesias de Cepães e Fareja ist eine portugiesische Gemeinde (Freguesia) im Kreis (Concelho) Fafe, Distrikt Braga, im Nordwesten Portugals.

## Geschichte
Die Gemeinde entstand im Zuge der Gebietsreform vom 29. September 2013 durch die Zusammenlegung der ehemaligen Gemeinden Cepães und Fareja.
Cepães wurde Sitz der neuen Verwaltung.

## Demographie
| Freguesia | Freguesia       | Freguesia | Freguesia       | ehemalige Freguesias | ehemalige Freguesias | ehemalige Freguesias | ehemalige Freguesias |
| --------- | --------------- | --------- | --------------- | -------------------- | -------------------- | -------------------- | -------------------- |
| Wappen    | Freguesia       | Einwohner | Fläche in (km²) | Wappen               | Freguesia            | Einwohner            | Fläche in (km²)      |
|           | Cepães e Fareja | 2153      | 7,39            |                      | Cepães               | 1407                 | 4,17                 |
|           | Cepães e Fareja | 2153      | 7,39            | Fareja               | 862                  | 3,22                 |                      |